# ФК Еспањол
ФК Еспањол (кат. Reial Club Deportiu Espanyol de Barcelona) је спортско друштво из Барселоне. Најпознатије је по свом фудбалском клубу. Клуб је основан 28. октобра 1900. године. Од 2009. игра на свом новом стадиону Корнељи-Ел Прат, капацитета 40.500 седећих места.

## Трофеји
- Куп краља
  - Освајач (4) : 1929, 1940, 2000, 2006.
  - Финалиста (5) : 1911, 1915, 1941, 1947, 1957.

- Куп УЕФА
  - Финалиста (2) : 1987/88, 2006/07.

- Прва лига Шпаније
  - Треће место (4) : 1932/33, 1966/67, 1972/73, 1986/87.

- Друга лига Шпаније
  - Првак (1) : 1993/94.

- Првенство Каталоније
  - Првак (12) : 1903, 1903/04, 1905/06, 1906/07, 1907/08, 1911/12, 1914/15, 1917/18, 1928/29, 1932/33, 1936/37, 1939/40.
  - Друго место (9) : 1904/05, 1909/10, 1912/13, 1916/17, 1918/19, 1924/25, 1929/30, 1931/32, 1933/34.

- Куп Каталоније
  - Освајач (6) : 1994/95, 1995/96, 1998/99, 2005/06, 2009/10, 2010/11.
  - Финалиста (5) : 1993/94, 2003/04, 2004/05, 2006/07, 2008/09.

## Састав из 2017.
(1. септембар 2017).
| Бр. |           | Позиција | Играч                            |
| --- | --------- | -------- | -------------------------------- |
| 1   | Шпанија   | Г        | Пау Лопез                        |
| 2   | Шпанија   | О        | Марк Наваро                      |
| 3   | Шпанија   | О        | Арон Мартин                      |
| 4   | Шпанија   | С        | Виктор Санчез (заменик капитена) |
| 5   | Бразил    | О        | Налдо                            |
| 6   | Костарика | О        | Оскар Дуарте                     |
| 7   | Шпанија   | Н        | Ђерар Морено                     |
| 8   | Шпанија   | Н        | Алваро Васкез                    |
| 9   | Шпанија   | С        | Серхио Гарсија                   |
| 10  | Шпанија   | С        | Хосе Мануел Хурадо               |
| 11  | Бразил    | Н        | Лео Баптистао                    |
| 12  | Шпанија   | О        | Дидак Вила                       |
| 13  | Шпанија   | Г        | Дијего Лопез Родригез            |

| Бр. |           | Позиција | Играч                |
| --- | --------- | -------- | -------------------- |
| 14  | Шпанија   | С        | Оскар Мелендо        |
| 15  | Шпанија   | С        | Давид Лопез          |
| 16  | Шпанија   | О        | Хави Лопез (капитен) |
| 17  | Парагвај  | С        | Ернан Перез          |
| 18  | Шпанија   | С        | Хави Фуего           |
| 19  | Аргентина | С        | Пабло Пјати          |
| 20  | Сенегал   | С        | Папе Диоп            |
| 22  | Шпанија   | О        | Марио Хермосо        |
| 23  | Шпанија   | С        | Естебан Гранеро      |
| 28  | Шпанија   | С        | Марк Рока            |
|     | Шпанија   | О        | Серхио Санчез        |
|     | Шпанија   | С        | Серхи Дардер         |
|     | Шпанија   | Н        | Хаиро Мориљас        |

### Играчи на позајмици
| Бр. |         | Позиција | Играч                    |
| --- | ------- | -------- | ------------------------ |
|     | Шпанија | Г        | Роберто Хименез (Малага) |

| Бр. |  | Позиција | Играч |
| --- |  | -------- | ----- |